# Valprionde
Valprionde là một xã thuộc tỉnh Lot trong vùng Occitanie phía tây nam nước Pháp. Xã này nằm ở khu vực có độ cao trung bình 266 mét trên mực nước biển.
Sông Séoune chảy theo hướng tây nam qua giữa thị trấn.